# 신무발리트
신무발리트는 함무라비의 아버지였다. 그는 바빌로니아 첫왕조의 5번째 왕으로 기원전 1748년에서 1729년까지 다스렸다.
첫 왕조의 사건에 대해 여러 연대기에 연대 불일치가 존재한다. 이 기사에 사용된 "짧은 연대기"가 오늘날 학자들이 가장 공통적으로 사용하는 것이다. "중간 연대기"에 따르면 여기에 주어진 것보다 64년 일찍 발생한 것으로 된다. "긴 연대기"에 따르면 여기에 주어진 것보다 120년 일찍 발생한 것으로 된다.